# Mindesmærke for Europas myrdede jøder
Mindesmærke for Europas myrdede jøder (Tysk: Denkmal für die ermordeten Juden Europas eller Holocaust-Mahnmal) er et mindesmærke, som er beliggende tæt ved Brandenburger Tor i det centrale Berlin, Tyskland. Det blev opført 2003-2005 efter tegninger af arkitekten Peter Eisenman til minde om de jøder, der blev dræbt under holocaust. 
Mindesmærket består af 2.711 steler, støbt i jernbeton i varierende højder. Mellem kasserne er der 0,95 m brede gange. I alt strækker mindesmærket sig over 19.000 m². I tilknytning til det findes en underjordisk udstilling (Ort der Information), som bl.a. dokumenterer udvalgte jødiske familiers skæbne. 
Mindesmærket samt udstillingslokalerne har anslået kostet 28 mio. euro.
Stiftung Denkmal, en statsfinansieret selvejende institution, har ansvar for den daglige drift. Den udgiver bøger, udarbejder vandreudstillinger og tilbyder offentlige rundvisninger på mange sprog, bl.a. på dansk.